# Cupania scrobiculata
Cupania scrobiculata là một loài thực vật có hoa trong họ Bồ hòn. Loài này được Rich. mô tả khoa học đầu tiên năm 1792.